# Francisco de Saavedra
Juan Francisco de Saavedra y Sangronís (Sevilla, 4 de octubre de 1746-ibídem, 25 de noviembre de 1819), o Juan Francisco Arias de Saavedra y Sangronís que era su nombre completo, fue un destacado militar, funcionario y diplomático español, ejemplo de ministro ilustrado.
Desempeñó altas responsabilidades tanto en España como en América durante el reinado de Carlos III, destacando por su actuación como comisario regio plenipotenciario en la expulsión de los ingleses del golfo de México y en el apoyo español a la independencia de las colonias británicas de Norteamérica. Posteriormente sería nombrado secretario de Hacienda y de Estado por Carlos IV y nuevamente secretario del Despacho de Estado por Fernando VII. Llegó a ser designado por los españoles presidente de la Junta Suprema de España e Indias y Regente del Reino durante la ocupación francesa. Por todo ello, se le concedió el reconocimiento de caballero de la Real y Distinguida Orden de Carlos III.

## Biografía

### Primeros años. Formación eclesiástica. Carrera militar y administrativa
Nació en Sevilla el 4 de octubre de 1746, en el seno de una familia distinguida de la ciudad, dentro de una rama menor de la aristocrática casa y linaje de los Arias de Saavedra. Era hijo de José de Saavedra y Medina y de María de Sangronís, ambos nacidos en Sevilla. Y nieto por vía parterna de Pedro de Saavedra, natural de Córdoba, y Águeda de Medina, natural de Sevilla; por vía materna era nieto de Lorenzo de Sangronís, natural de Sevilla, y de Agustina de Licht, natural de Sevilla, aunque oriunda de Flandes.
El joven Francisco de Saavedra fue Teólogo en sus primeros años. Estudió y recibió el grado de doctor en la Universidad de Granada, haciendo oposiciones brillantísimas a la Lectoral de Cádiz, e ingresando en la Real Academia de Buenas Letras de Sevilla en 1767, cuando contaba tan solo con veintiún años de edad. Sin embargo, al año siguiente decidió cambiar las letras por las armas, ingresó como cadete en el Regimiento Inmemorial del Rey e inició una brillante carrera militar. Como su amigo y coetáneo Bernardo de Gálvez, asistió desde su fundación a la Real Escuela Militar de Ávila de los Caballeros, especie de academia para oficiales de Estado Mayor que comenzó a funcionar en abril de 1774. Como él, también tomó parte en la fracasada expedición contra Argel de 1775, en la que resultó herido.
Cercano a los Gálvez de Macharaviaya, en 1778 José de Gálvez y Gallardo, ministro de Indias y tío de Bernardo, lo nombró oficial quinto de la Secretaría Universal de Indias que presidía, puesto desde el que fue ascendiendo en la Administración Pública, destacando su labor en la redacción del Reglamento de libre comercio con América en 1778.

### Comisionado Regio en el Caribe durante la Guerra anglo-española
Curiosamente, fue también el propio Saavedra el encargado de redactar el escrito declarando la guerra a Inglaterra el 21 de junio de 1779 desde la Secretaría de Indias. A continuación el ministro Gálvez, consciente de los méritos de Saavedra y tras consulta a Carlos III, lo nombró comisionado de la Corona en La Habana con plenos poderes para coordinar y dirigir desde allí todas las operaciones militares en la zona en el contexto de la Guerra anglo-española (1779-1783): Sus planes consistían en la reconquista de la Jamaica británica (perdida en 1655), las campañas en Guatemala y la expulsión de los ingleses del Golfo de México, especialmente la recuperación de la Florida española (perdida en 1763) atacando Pensacola —al mando de Bernardo de Gálvez—, así como coordinar con las fuerzas francesas la intervención en la Guerra de Independencia de las trece colonias americanas.

#### Toma de Pensacola y expulsión de los británicos de Florida Occidental
Antes de llegar a su destino en La Habana fue capturado por los británicos y conducido a Jamaica. No obstante consiguió ser liberado al ocultar su verdadera condición. Tras arribar a Cuba se encargó en primer lugar de organizar y coordinar todos los preparativos de esta campaña encabezada por su amigo Bernardo de Gálvez. Llegó a participar personalmente en la toma de Pensacola (1781). Para auxiliar a las tropas que ya asediaban esta plaza organizó en La Habana una escuadra de apoyo y socorro confiriéndole el mando de la misma al Jefe de Escuadra José Solano.  Partiendo el mismo a bordo de dicha flota que transportaba abastos y un contingente de soldados de refuerzo que garantizaron el éxito del asalto definitivo de esta estratégica posición. Este sonado éxito situó bajo control español todo el territorio de Florida Occidental.

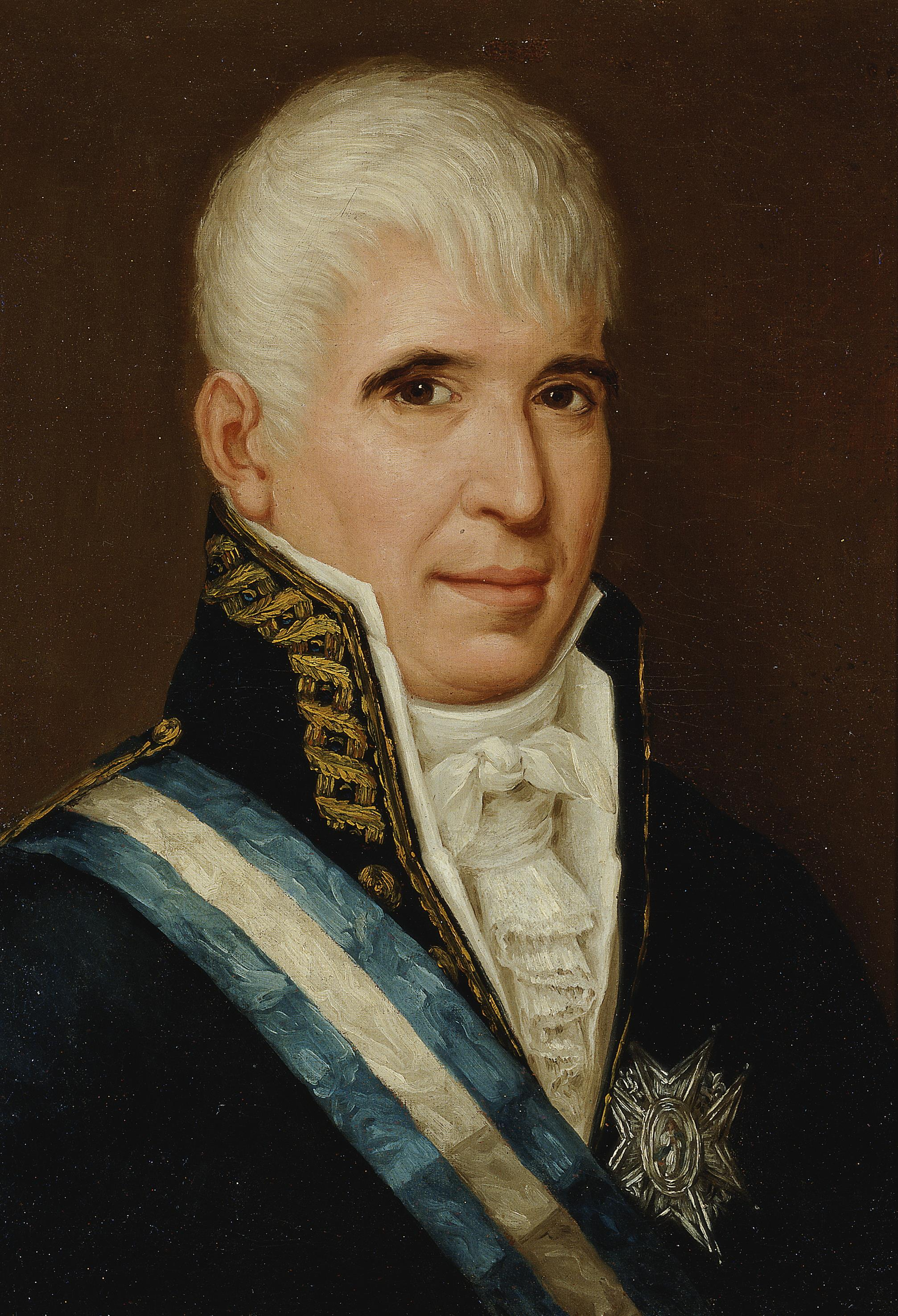
Retrato anónimo de Saavedra, Museo del Prado

#### Francisco de Saavedra y Yorktown
A su regreso a Cuba, descubrió que sus recomendaciones habían sido aceptadas por el Gobierno español y que se había sustituido a funcionarios clave. En julio, a petición del ministro (José de Gálvez, tío de Bernardo), Saavedra, que hablaba y escribía francés con fluidez, se reunió en la colonia francesa de Santo Domingo con el almirante de Grasse para discutir las mejores formas de utilizar la gran flota francesa que había traído a través del Atlántico, y acordaron un plan para el año siguiente, conocido como la Convención de Grasse-Saavedra. La primera prioridad era ayudar a las fuerzas francesas y estadounidenses en los Estados Unidos, preferiblemente atacando a las fuerzas británicas en Virginia al mando de Lord Cornwallis. A continuación, se debía recuperar el control de las islas del Caribe capturadas por los británicos. El objetivo final del plan era la captura de Jamaica, con mucho la posesión británica más rica de las Indias Occidentales. 
Para financiar la primera fase, Saavedra obtuvo 100.000 pesos del tesoro español en la vecina Santo Domingo. Los españoles habían planeado financiar a los franceses y norteamericanos con pesos enviados a través de Veracruz desde las minas de México. Los barcos no habían llegado y, al descubrir que la mayor parte del dinero del Gobierno de La Habana había sido enviado a España, apeló a los ciudadanos cubanos, que recaudaron otros 500.000 pesos en cuestión de horas.
El 17 de agosto, la fragata Aigrette zarpó de Cuba con los fondos y se reunió al día siguiente con el resto de la flota francesa, poniendo rumbo a la bahía de Chesapeake. El 30 de agosto llegaron a la costa de Virginia y, el 5 de septiembre, Robert Morris finalmente obtuvo 26.600 pesos del tesorero del ejército francés para compensar a los soldados del Ejército Continental. Según informes de testigos presenciales, este fue el único pago que recibieron las tropas durante toda la guerra. Poco más de un mes después, estas fuerzas estadounidenses, junto con sus aliados franceses, lograron la decisiva victoria en Yorktown.
Desafortunadamente en el último momento importantes asuntos relacionados con la campaña de Guatemala le impidieron a Saavedra embarcarse junto a De Grasse en la fragata "Aigrette" rumbo a Virginia, tal y como tenía previsto, "a presenciar las operaciones de los franceses en la bahía de Chesapeake y tratar con los generales Washington, Rochambeau y La Fayette", así como para hacerles entrega directamente de la importante ayuda económica española que el mismo había recaudado. Este contratiempo quizás haya ayudado con el paso del tiempo a restar protagonismo tanto a la decisiva intervención española en este episodio como al reconocimiento de la labor del propio Saavedra.

### Ascensos y desempeño de altos cargos de responsabilidad administrativa
Finalizado el conflicto fue nombrado intendente militar de la Capitanía General de Venezuela en 1783, con el objetivo de desarrollar administrativa y económicamente estos territorios. Durante cinco años de mandato mejoró la Real hacienda en este distrito, promovió la creación del Consulado de Caracas y fomento considerablemente el comercio económico de Venezuela con la metrópoli.
En 1788 volvió a la península ibérica y pasó a formar parte del Consejo Supremo de Guerra. Manuel Godoy, posteriormente, le encomendó la Secretaría de Hacienda (1797) y un año después le nombró secretario de Estado, cargo que ocuparía desde el 30 de marzo hasta el 22 de octubre de 1798.
Fue amigo cercano de Jovellanos y, como este, fue retratado por Francisco de Goya en un cuadro en el que aparece sentado a su mesa de trabajo con documentos y recado de escribir, lo que podría denotar su capacidad de trabajo.
Inesperadamente sufrió una extraña y grave enfermedad, en la que algunos, al igual que con Jovellanos, vieron un posible envenenamiento de Godoy, Esta le obligaría a renunciar al cargo de Secretario de Estado, lo cual le fue aceptado el 19 de febrero de 1799, regresando maltrecho a recuperarse a su Andalucía natal. Primero al Puerto de Santa María y luego a Sevilla en 1803. Transcurrirían así ocho años en los que cayó en desgracia y se mantuvo apartado de la función pública. Sería en esta ciudad donde en 1808 le alcanzaría la noticia de la ocupación francesa.

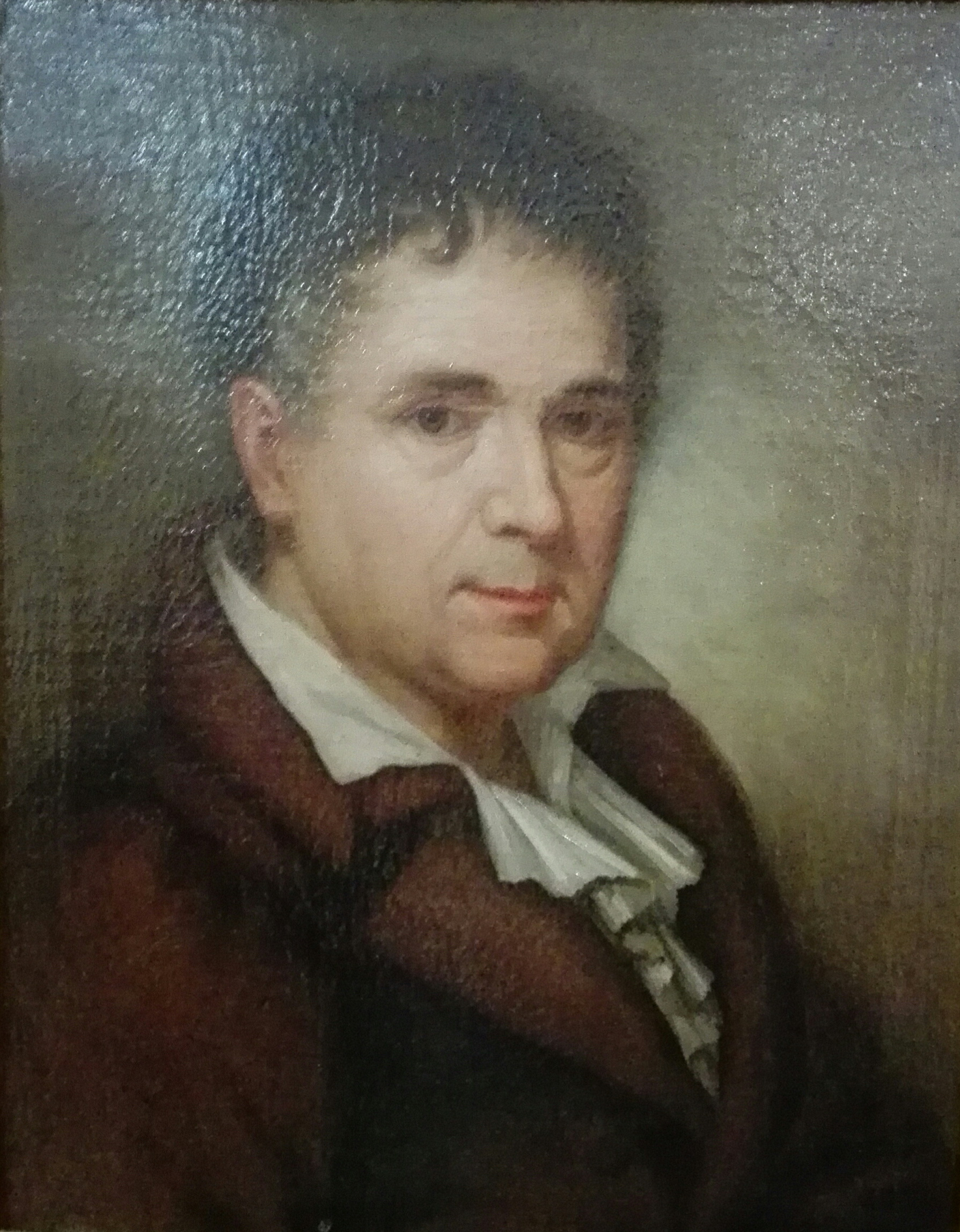
Retrato de Francisco de Saavedra y Sangronis atribuido a Vicente López Portaña. Hacia 1803. Colección Marqués del Moscoso.

### Actuación durante la Guerra de Independencia Española
En el periodo de la guerra de la Independencia tuvo un papel trascendental. En un primer momento, tras el vacío de poder producido por la abdicación de los Reyes, la ocupación francesa y en medio de la anarquía reinante fue aclamado para presidir la Junta Suprema Central de España e Indias en Sevilla el 27 de mayo. Recompuso los restos de la monarquía e inmediatamente, el día 1 de junio procedió a la Declaración de Guerra al Emperador de Francia, Napoleón I.
En un corto plazo se puso al frente de una ingente tarea: reorganizar la administración española, recabar fondos para su mantenimiento, coordinar las Juntas Provinciales en España y en América, obtener recursos económicos y socorros,  establecer alianzas con Gran Bretaña y Portugal, así como reunir los restos del ejército español y dotarlos de capacidad para hacer frente a las tropas invasoras.

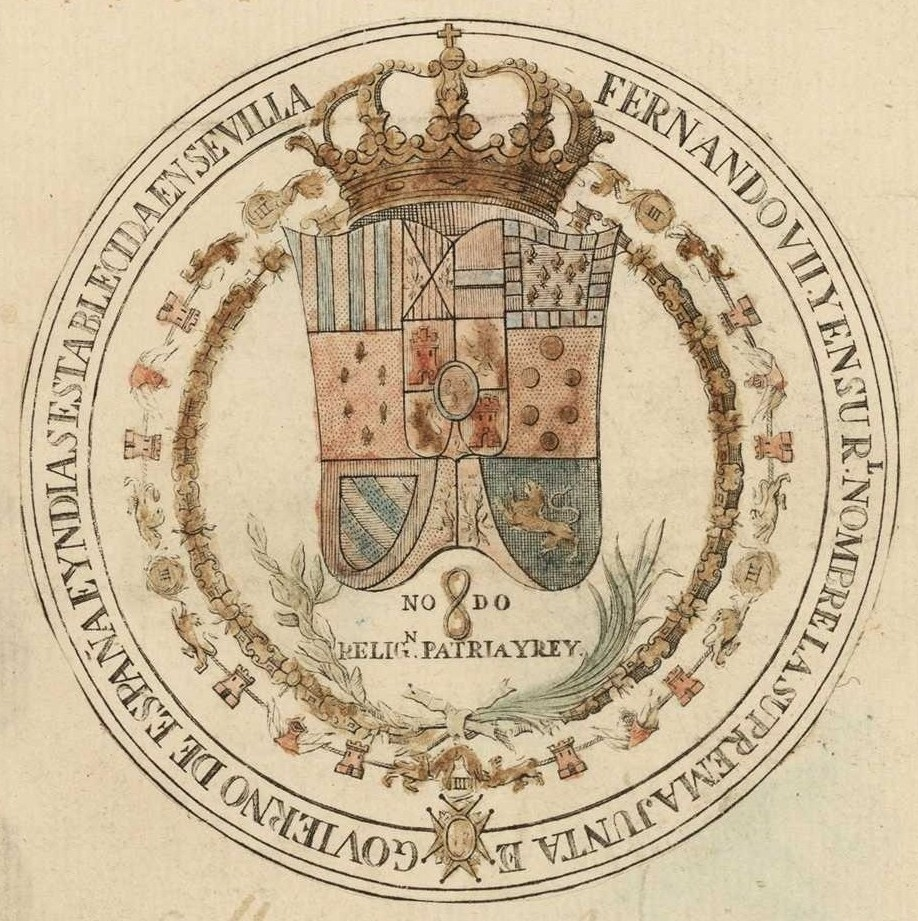
Sello de Armas utilizado por la Junta de Sevilla en los papeles públicos.

Tras la derrota sufrida en el puente de Alcolea y la llegada de los franceses a Córdoba, se aprestó a organizar un ejército y nombrar Comandante en Jefe del mismo al que sería su amigo el general Castaños. Teniendo una destacada intervención tanto en el diseño estratégico de la batalla de Bailen, como en la derrota de la escuadra francesa en Cádiz en la Batalla de la Poza de Santa Isabel. A raíz de ello fue nombrado de nuevo secretario de Estado, esta vez por Fernando VII el 30 de octubre de 1809. Con posterioridad pasó a formar parte del Consejo de Regencia en 1810.

#### Últimos años
En 1814 volvería a recibir un nuevo encargo. Fernando VII lo designa nuevamente comisionado regio, encargándole ahora el objetivo de volver a hacer navegable el río Guadalquivir hasta la capital hispalense. A esta labor dedicó grandes esfuerzos, desplegando un gran entusiasmo llegando a escribir: «Si Sevilla de dos siglos a esta parte hubiera tenido una compañía como la que ahora se proyecta, el Guadalquivir sería otro Támesis y Sevilla tal vez émula de la opulenta Londres», cit.
En 1815, bajo sus auspicios y dirección se creó la Real Compañía de Navegación del Guadalquivir y en 1816 se inician las obras de la corta Fernandina, para evitar el torno del Borrego, situado aguas arriba de Isla Menor. Lo que redujo el cauce del río en 16 km. La Compañía tiene también entre sus méritos la creación del primer buque de vapor de España, el Real Fernando en 1817. Como prueba del interés regio por sus avances y por el deterioro de su salud, este mismo año Fernando VII designó por Real Orden al brigadier Salvador Sebastián Raón, con nombramiento de Mariscal de Campo, como ayudante personal a su servicio exclusivo. 
Durante este último periodo, realizó también numerosas obras piadosas y de beneficencia como la creación de varias Escuelas para niños pobres en 1815 y en 1817 fue elegido miembro de la Real Sociedad de Medicina de Sevilla, preocupándose por la situación de los hospitales de esta capital. 
En el ámbito público fue nombrado presidente de la Sociedad Económica de Sevilla y en 1818 fue también elegido presidente de la Sociedad Patriótica. 
Falleció en Sevilla el 25 de noviembre de 1819, siendo enterrado en la capilla sacramental de la Parroquia de la Magdalena, recibiendo los más altos honores y reconocimientos como hombre de estado.

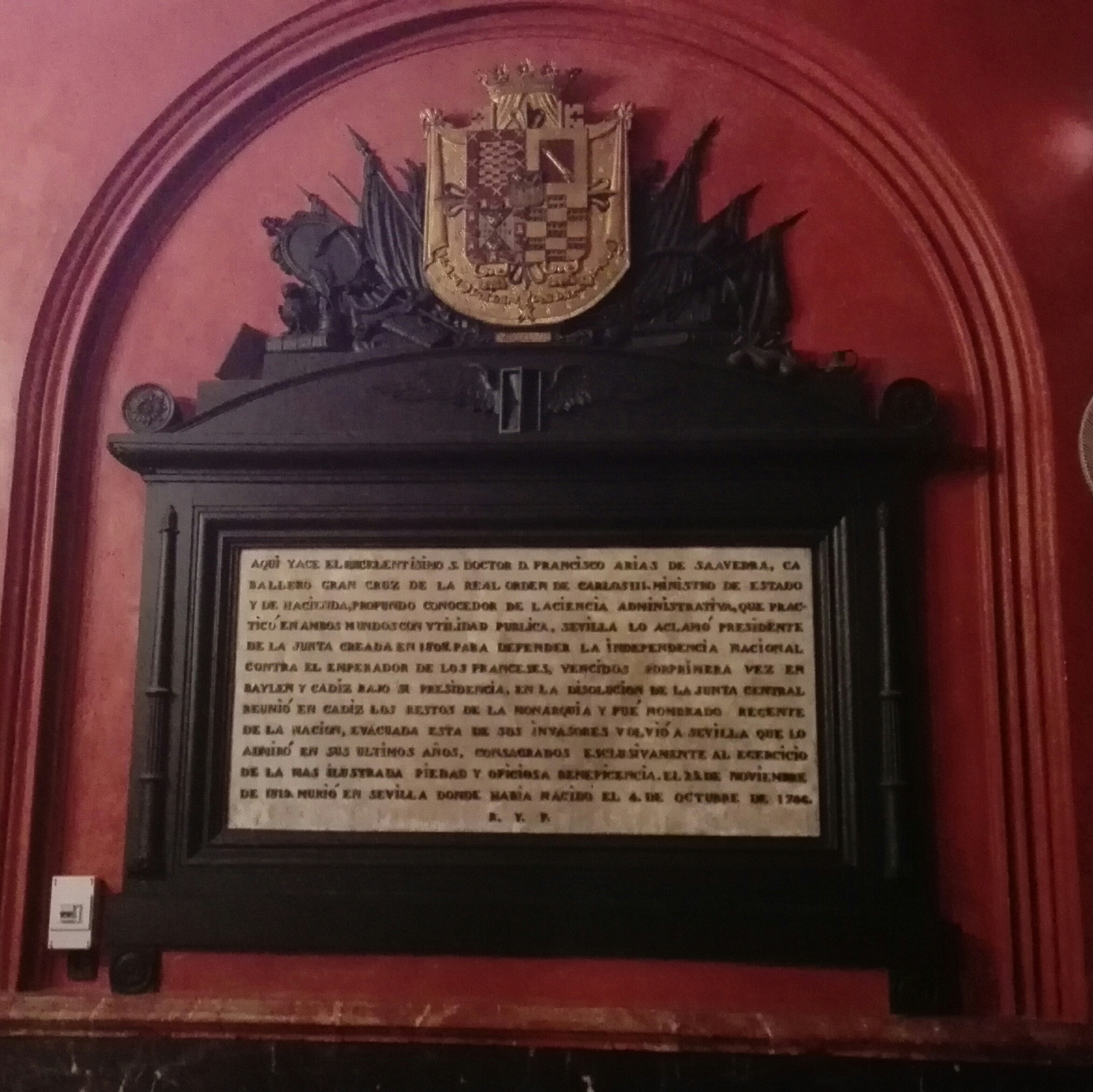
Tumba de Francisco de Saavedra y Sangronis.

Sobre su sepulcro se encuentra el siguiente Epitafio: 
«Aquí yace el Excelentísimo Sr. Doctor D. Francisco Arias de Saavedra, caballero gran Cruz de la Real orden de Carlos III; ministro de Estado y de Hacienda, y profundo conocedor de la ciencia administrativa, que practicó en ambos mundos con utilidad pública. Sevilla lo aclamó presidente de la junta creada en 1808 para defender la independencia nacional contra el emperador de los franceses, vencidos por primera vez en Bailén y Cádiz, bajo su presidencia. En la disolución de la Junta central, reunió en Cádiz los restos de la monarquía, y fue nombrado Regente de la nación. Evacuada esta de sus invasores volvió a Sevilla que lo admiró en sus últimos años, consagrados exclusivamente al ejercicio de la más ilustrada piedad y oficiosa beneficencia. El 25 de noviembre de 1819 murió en Sevilla, donde había nacido el 4 de octubre de 1746».